# Воденица и ваљарица Сретеновића
Воденица и ваљарица Сретеновића смештена је на јазу реке Топлице, недалеко од ушћа у реку Колубару, у селу Маркова Црква. Поп Сретен је воденицу купио од Турака, после Другог српског устанка, 1818. године и пренео на своје имање.
Воденица са два камена је правоугаоне основе, на чијим су каменим темељима подигнути зидови од универзалних талпи, осим воденичареве собице која је зидана у бондруку, са испуном од чатме. Четвороводни кров је покривен ћерамидом.
Одмах поред воденице је и ваљарица (ваљавица) сукна која није у функцији и којој недостаје цео механизам за ваљање сукна. Она је у целости подигнута од ужљебљених талпи, са четворосливним кровом покривеним бибер црепом.